# Anyphaena alamos
Anyphaena alamos là một loài nhện trong họ Anyphaenidae.
Loài này thuộc chi Anyphaena. Anyphaena alamos được miêu tả năm 1975 bởi Norman I. Platnick & Lau.